# MPEG-21
MPEG-21标准的正式名称为“多媒体框架”,它致力于为多媒体传输和使用定义一个标准化的、可互操作的和高度自动化的开放框架，这个框架考虑到了对象化的多媒体接入以及使用不同的网络和终端进行传输等问题。
MPEG-21标准將各種不同協議、標準和技術融合在一起，透過這種統一環境對全球媒體資源進行統一和管理，進而完整版权保护、用户隐私权保护、终端和网络资源撷取及事件报告等功能。

## 第13部分
MPEG-21希望發展一種高效率之可調性視訊編碼標準（Scalable Video Coding; SVC）以適用於UMA之目標，並計畫將此標準納入其Part 13: Scalable Video Coding的標準。
此種可調性編碼器必須符合下列需求：SNR / temporal / spatial / complexity / region-of-interest / object-based以及combined scalability、錯誤強韌性及graceful degradation、base-layer相容性、低傳輸延遲、隨機存取功能、良好的編碼效率、支援interlaced video等等。
在2003年3月已經在MPEG會議進行一次各種提案之初步效能評估。當時共有兩種主流技術趨勢：DCT-based方法及interframe wavelet-based方法。一開始，因為DCT-based FGS已被制訂為MPEG-4 streaming profile標準，而且wavelet編碼難以克服在低位元率效率不佳之問題，因此DCT-based FGS在一開始居於領先地位。但是在美國RPI Prof. Woods發展出MC-EZBC interframe wavelet編碼技術後，由於效能大幅改善，再加上wavelet本身具備之高度可調性，wavelet-based FGS已經後來居上，而逐漸主導了MPEG-21 SVC標準的走向。
後來MPEG組織於2003年12月的會議持續公開徵求SVC的提案（Call for Proposal）之後，在2004年3月的會議共有15篇方法被提出，當時的提案大致可以分為兩類主要的方法：wavelet-based及H.264-based，雖然大部分的方法都是wavelet-based的方法，不過由Heinrich-Hertz Institute（HHI）所提出的H.264-based的方法經過效能比較之後，卻比起其他wavelet-based方法還要來的突出。因此經過第一階段的效能比較之後，MPEG會議決定由微軟亞洲研究院（Microsoft Research Asia; MSRA）所提出的Barbell-lifting wavelet-based SVC與HHI所提出的H.264-based SVC這兩個提案來競爭。
經過約半年的方法比較與改進之後，在2004年10月的MPEG會議初步決定以HHI的方法為Reference software，並提出一個Scalable Video Model（SVM）。雖然此時支持wavelet-based方法的人仍持續提出方法改進，希望能夠適時扭轉局面，但是方法比較上還是都不能勝過HHI的方法，至2005年1月的MPEG會議結束後大勢底定，未來MPEG-21 SVC的方法將以HHI的H.264-based SVC為基礎繼續發展。